# Victorino Rodríguez (funcionario)
Victorino Rodríguez o Victoriano Rodríguez (Córdoba, virreinato del Perú, marzo de 1760 - Cabeza de Tigre, virreinato del Río de la Plata, 26 de agosto de 1810) fue un abogado y funcionario público  del virreinato del Río de la Plata, que participó en la Contrarrevolución de Córdoba contra la Revolución de Mayo, y que fue ejecutado por orden de la Primera Junta junto con el exvirrey Santiago de Liniers y otros cabecillas de la fallida contrarrevolución.

## Biografía
Estudió en el Colegio de Monserrat de su ciudad natal y en la Universidad de Charcas, donde se recibió de abogado en 1784.
Ocupó distintos cargos públicos, en general como asesor en temas legales. En 1787 fue nombrado consejero legal permanente por el gobernador Rafael de Sobremonte. Varias veces ocupó cargos en el cabildo de su ciudad y fue también profesor en la Universidad. También fue asesor de los sucesores de Sobremonte, y varias veces ocupó el cargo de gobernador interino, durante ausencias de éstos de la capital provincial.
En 1810 era asesor legal del gobernador Juan Gutiérrez de la Concha. Cuando llegó a Córdoba la noticia de la Revolución de Mayo, participó de las gestiones de Gutiérrez para que las ciudades de la Intendencia de Córdoba del Tucumán se pudieran preparar para una contrarrevolución. Tras brindar asesoramiento legal al gobernador, colaboró en la formación de las fuerzas militares que reunieron el gobernador y el general –y exvirrey– Santiago de Liniers. Cuando quedó claro que los soldados que habían reunido no eran capaces de oponerse al avance del Ejército Auxiliar enviado desde Buenos Aires al mando de Francisco Ortiz de Ocampo, Liniers y Gutiérrez decidieron retirarse con sus fuerzas. Los soldados los abandonaron y se volvieron a sus casas, causando la dispersión de sus jefes. Rodríguez fue capturado junto con Gutiérrez de la Concha.
Aunque su responsabilidad política era muy escasa, el hecho de haber sido capturado junto al gobernador causó que fuera incluido en la sentencia de muerte que la Primera Junta dictó sobre Gutiérrez y Liniers. Por iniciativa de Ocampo, fueron enviados presos a Buenos Aires. Pero, estando en camino, la comitiva fue interceptada por el vocal de la Junta Juan José Castelli, que ordenó su inmediato fusilamiento.
Victorino Rodríguez fue fusilado el 26 de agosto de 1810 en el paraje Cabeza de Tigre (actual localidad de Los Surgentes), junto con Liniers, Gutiérrez, Santiago Allende y el contador Moreno.
El obispo Rodrigo de Orellana fue perdonado por su investidura eclesiástica, pero fue confinado en Buenos Aires. El reemplazante de Orellana en el obispado de Córdoba, con carácter de Provisor del Obispado, fue el padre Juan Justo Rodríguez –hermano de Victorino Rodríguez–, que siguió ocupando cargos importantes en la catedral de Córdoba hasta su fallecimiento, ocurrido en 1832.